# Udea accolalis
Udea accolalis — вид лускокрилих комах родини вогнівок-трав'янок (Crambidae).

## Поширення
Вид поширений на значній частині Європи. Присутній у фауні України.

## Опис
Розмах крил становить 18-19 мм.

## Спосіб життя
Личинки живляться листям Senecio vulgaris, Picris і Pulicaria dysenterica.